# 최성은
최성은(1996년 6월 17일 ~ )은 대한민국의 배우이다.

## 학력
- 서울거원초등학교
- 거원중학교
- 계원예술고등학교 연극영화과
- 한국예술종합학교 연극원 연기과 (휴학)

## 출연 작품

### 드라마
| 연도 | 방송사   | 제목                             | 역할   | 비고 |
| ---- | -------- | -------------------------------- | ------ | ---- |
| 2020 | MBC      | 시네마틱드라마 SF8 - 우주인 조안 | 이오   |      |
| 2021 | JTBC     | 괴물                             | 유재이 |      |
| 2022 | 넷플릭스 | 안나라수마나라                   | 윤아이 |      |
| 2025 | MBC      | 견우와 선녀                      | 박성아 |      |
| 2025 | KBS 2TV  | 마지막 썸머                      |        |      |

### 영화
- 2019년 영화 《시동》 ... 소경주 역
- 2019년 영화 《졸업영화》 ... 채은 역
- 2020년 영화 《우주인 조안》
- 2021년 영화 《젖꼭지 3차대전》
- 2021년 영화 《십개월의 미래》 ... 미래 역
- 2022년 영화 《소녀》
- 2022년 영화 《젠틀맨》 ... 김화진 역
- 2024년 영화 《로기완》 ... 마리 역
- 2024년 영화 《매드 댄스 오피스》
- 2024년 영화 《힘을 낼 시간》

### 연극
- 2018 《피와 씨앗》 - 어텀 역

## 수상 및 후보
| 연도 | 시상식                   | 부문                     | 작품          | 결과 |
| ---- | ------------------------ | ------------------------ | ------------- | ---- |
| 2020 | 제25회 춘사영화제        | 신인여우상               | 시동          | 수상 |
| 2021 | 제57회 백상예술대상      | TV부문 여자 신인연기상   | 괴물          | 후보 |
| 2022 | 제58회 백상예술대상      | 영화부문 여자 신인연기상 | 십개월의 미래 | 후보 |
| 2022 | 제8회 에이판 스타 어워즈 | 여자 신인상              | 괴물          | 후보 |
| 2022 | 제31회 부일영화상        | 신인여자연기상           | 십개월의 미래 | 수상 |